# Kikwit
Kikwit es una ciudad ubicada en la República Democrática del Congo, en la región sur oeste. Localizado en 05°02′00″S 18°49′00″E / -5.03333, 18.81667. 
Con la aprobación de la nueva constitución de la RDC, la ciudad pasó a ser la capital de la nueva provincia de Kwilu. 
En 2004 tenía una población aproximada de 249.000 habitantes. Es un importante centro comercial y administrativo, ya que está ubicado en las orillas del río Kwilo. Cuenta con un estadio (centro caracterizado por danzas tradicionales) y un aeropuerto. En 1995 la ciudad fue afectada por un brote del virus Ébola.
- Datos: Q261887
- Multimedia: Kikwit / Q261887